# Paralaea hypoleuca
Paralaea hypoleuca là một loài bướm đêm trong họ Geometridae.